# La Farinera (Riudarenes)
La Farinera és una obra de Riudarenes (Selva) inclosa a l'Inventari del Patrimoni Arquitectònic de Catalunya.

## Descripció
La Farinera és un gran edifici de planta rectangular i tres plantes coronades per un fris amb pinacles. Situat al centre del poble. A la planta baixa presenta tres portes d'entrada d'arc rebaixat i una de més ample oberta fa poc temps que segueix l'estil de les originals. Al primer pis les obertures són amb balconada de ferro i llinda esculpida amb motius ornamentals. A la part superior de l'edifici, destaca una torre de planta rectangular que s'alça dues plantes per sobre i està acabada per una balustrada. Des d'aquesta torre s'accedeix al terrat.
És característic el color vermell intens del parament que ressalta amb el blanc dels marcs de les obertures i els angles. A la part del darrere hi ha l'antic rec i un magnífic jardí amb plàtans.

## Història
L'edifici està adossat a un antic molí que porta la inscripció: "Si vol saber qui em va fer en Ramon Manresa i Asprer. Y en quin any me fabrica en 1816 ha estat". L'edifici de la Farinera, però, data de finals del segle xix. Actualment a la planta baixa hi ha una entitat bancària, una empresa d'assessoria i una fleca. Els pisos superiors són d'habitació.